# Snowboarder
Snowboarder és una pel·lícula franco-suïssa dirigida per Olias Barco, estrenada l'any 2003. Ha estat doblada al català.

## Argument
Gaspard és un jove snowboarder de molt talent, però sense ambició, el somni del qual és convertir-se en professional com Josh Attersen, un carismàtic campió encara que imprevisible. La seva vida dona un gir quan aquest últim li proposa formar part del seu equip a Suïssa i entrenar-se per a la competició més important de Snowboard del món. Però el conflictiu Josh té altres plans per a ell.

## Repartiment
- Nicolas Duvauchelle: Gaspard
- Grégoire Colin: Josh Attersen
- Juliette Goudot: Ethel
- Jean-Philippe Écoffey: Beshop
- Camille de Sablet: Julie
- Franck Khalfoun: X
- David Luraschi: Hi
- David Vincent: Z
- Thierry Lhermitte: Popeye
- Clara Morgane: una strip-teaseuse
- Stéphanie Blanc: La criada
- Mélanie Laurent:	Célia
- Anne Nissile: Michel
- Martine Vandeville: La mare de Gaspard
- Sabine Zingre: una strip-teaseuse
- Pierre Arbel
- Lucas Benacchio
- Jonathan Charlet
- Anne Comte: Anne
- Alexandre Doumergue
- David Genty
- Simone Müterthies
- Claude Vuillemin

## Al voltant de la pel·lícula
- Thierry Lhermitte fa una aparició com a Popeye (el mateix que el dels films Anem a fer bronze), un socorrista.
- Van demanar a Clara Morgane la seva participació: interpreta una strip-teaseuse.